# Friggesund
Friggesund is een plaats in de gemeente Hudiksvall in het landschap Hälsingland en de provincie Gävleborgs län in Zweden. De plaats heeft 520 inwoners (2005) en een oppervlakte van 67 hectare.

## Verkeer en vervoer
Bij de plaats loopt de Länsväg 305.